# Despot (dvorni naslov)
Despot (grško δεσπότης [despótēs], gospod, gospodar) je bil visok bizantinski dvorni naslov, rezerviran za zete vladajočih cesarjev, ki je sprva pomenil cesarjevega zakonitega naslednika. Iz Bizanca se je v poznem srednjem veku razširil na Balkan (srbsko in bolgarsko деспот [despot]) in države pod bizantinskim vplivom (Latinsko cesarstvo, Bolgarija, Srbija in Trabzonsko cesarstvo). Nekatere kneževine so se preimenovale v despotate, ki so bili samostojni ali apanaže princev, ki so se naslavljali z despoti. Najbolj znan despotati so bili Epir, Moreja in Srbija.
Ženska oblika naslova, despótka (grško δεσπότισσα [despótissa] ali δέσποινα [despoina], srbsko in bolgarsko деспотица [despotica]) je pomenila despotovo ženo. 
Izraza despot se ne sme zamenjavati s sodobnim, enako zvenečim izrazom, ki je povezan z despotizmom, obliko vladavine, v kateri ima vladar absolutno oblast. Sodobni izraz despot ustreza grškemu izrazu tiran, ki sprva ni imel negativnega pridiha in je ustrezal rimskemu diktatorju, ustavno sankcioniranemu položaju v Rimski republiki. V sodobni pogovorni grščini se naslov despot pogosto uporablja za škofa. 

## Nastanek in zgodovina
Izvirni grški izraz despot je pomenil preprosto gospodar in je bil soznačen z izrazom kirios (κύριος, glavni). Kot grški ekvivalent latinskega dominusa se je na začetku uporabljal za spoštljivo naslavljanje. Kot tak se je uporabljal za vse visoke osebnosti, v bolj specifičnem pomenu pa za Boga, škofe in patriarhe in predvsem za rimske in bizantinske cesarje. Priložnostno se je uporabljal tudi v uradnih okvirih, na primer na kovancih (od Leona III. Izavrijca) in v uradnih dokumentih.
Četudi se je naslov despot uporabljal za visoko plemstvo že od začetka 12. stoletja, se je kot specifičen dvorni naslov pojavil šele v času Manuela I. Komnena, ki je leta 1163  za despota imenoval bodočega ogrskega kralja in svojega zeta Belo III.. Naslov je nosil do rojstva Manuelovega sina in verjetnega naslednika Alekseja II. leta 1169. Ivan Kinam, zgodovinar iz tistega obdobja, je zapisal, da je naslov despot enakovreden Belovemu madžarskemu naslovu urum – zakoniti naslednik.
Despot je bil do konca Bizantinskega cesarstva najvišji dvorni dostojanstvenik s položajem neposredno pod cesarjem. Bizantinski cesarji od Komnenov do Paleologov in cesarji Latinskega cesarstva, ki so se imeli za njihove naslednike in so posnemali njihov slog, so naslov despot na svojih osebnih pečatih in cesarskih kovancih kljub temu uporabljali bolj splošno. Podobno so se z despota (δεσπότα) naslavljali tudi sebastokratorji in cezarji, ki so bili v vorni hierarhiji neposredno pod cesarjem. Despot je s cezarjem delil tudi epiteta  eutihestatos (εὐτυχέστατος) - najsrečnejši in  paneutihestatos (πανευτυχέστατος) - najsrečnejši od vseh.
V zadnjih stoletjih Bizantinskega cesarstva so naslov despot podeljevali mlajših cesarjevim sinovom (najstarejši sinovi so bili običajno kronan kot socesarji (basileus symbasileis) in cesarjevim zetom (gambroi). Naslov je prinašal tudi številne časti in privilegije, vključno z velikimi posestmi. Ivan Paleolog, brat cesarja Mihaela VIII., na primer, je posedoval otoka Lesbos in Rodos, s katerima je financiral svojo obsežno družino. Naslov despot je bil, podobno kot nižja naslova sebastokrator in cezar, izključno dvorni naslov in se ni uporabljal niti v vojski niti v državni upravi. Naslov so lahko nosile tudi ženske, ki ga niso dobile neposredno, ampak preko svojih zakonskih mož. Despotova žena se je imenovala despotisa in je imela pravico do enakih insignij kot njen mož. Na dvoru so despotise zasedale mesto neposredno za cesarico.
Naslov se je se je iz Bizanca razširil na druge države na Balkanu. V Latinskem cesarstvu se je uporabljal za beneškega doža Enrica Dandola in lokalnega vladarja rodopske regije Alekseja Slava. Približno od leta 1219 so naslov nosili tudi beneški podesti v Konstantinoplu, za katere ni znano ali jim ga je podelil cesar ali so si ga prilastili. Podpora Beneške republike je takrat postala ključna za preživetje Latinskega cesarstva. Leta 1279/1280 ja naslov uvedla Bolgarija za vplivnega mogotca Jurija Terterja, kasneje tudi za bolgarske carje. V Srbskem cesarstvu se je naslov na široko podeljeval srbskim mogotcem, najprej Jovanu Oliverju. Naslov so nosili tudi vladarji manjših kneževin in samozvani albanski despoti Arte. V 15. stoletju so se začeli z despotom naslavljati tudi beneški guvernerji Krfa. Ker so naslov despota podeljevali cesarji in je običajno pomenil tudi neko stopnjo podložnosti, so Pelologi dolgo časa prepričevali cesarje Trabzona, ki so si tudi lastili bizantinski cesarski naslov, naj namesto naslova cesar (basileus) sprejmejo naslov despot. Naslov sta sprejela samo Ivan II. Trabzonski in njegov sin Aleksej II., ki sta se doma kljub temu naslavljala z  basileus.
Po smrti zadnjega bizantinskega cesarja Konstantina XI. 29. maja 1453 je podeljevanje naslova postalo neredno. Papež Pavel II.  ga je leta 1465 podelil nasledniku bizantinskega prestola Andreju Paleologu, ogrski kralji pa so ga podeljevali naslednikom Srbskega despotata.

## Despotati
Od sredine 14. stoletja so cesarski princi z naslovom despota dobivali v posest delno avtonomne apanaže, od katerih so nekatere postale splošno znane kot despotati. Najpomembnejša sta bila Epirski in Morejski despotat. Pomembno je poudariti, da je bil naziv despotat tehnično netočen: naslov despot, kot vsi drugi bizantinski naslovi, ni bil niti deden niti vezan na določeno ozemlje. Ozemlje je načelno lahko nasledil despotov sin, očetovega naslova pa ne, ker mu ga je moral podeliti cesar. Bizantinci so jasno razlikovali dostojanstvo despota od drugih položajev in naslovov njegovega imetnika. Ivana II. Orsinija, na primer, je Ivan VI. Kantakuzen naslavljel z  »vladar Arkanije, despot Ivan Orsini« in ne z »despot Arkanije Ivan Orsini«. V 13. stoletju sta postala naslov in ozemlje tesno povezana, v 14. stoletju pa sta prešla v splošno rabo in postala dedna.

## Seznam znanih despotov

### Bizantinsko cesarstvo
| Ime                          | Trajanje                   | Podelil                | Opombe | Sklici               |
| ---------------------------- | -------------------------- | ---------------------- | --- | -------------------- |
| Béla III.                    | 1163–1169                  | Manuel I. Komnen       | Zet in do leta 1169 predvideni naslednik, potem degradiran v cezarja | [ 20 ]               |
| Teodor Vatac                 | ni znano                   | Manuel I. Komnen       | Poročen z Manuelovo sestro Evdokijo. Naslov je potrjen samo na pečatu njegovega sina. | [ 21 ] [ 22 ]        |
| Aleksej Paleolog             | 1200–1203                  | Aleksej III. Angel     | Zet in zakoniti naslednik lekseja III., drugi mož Irene Angeline. Stari oče Mihaela VIII.. | [ 23 ] [ 24 ] [ 25 ] |
| Teodor I. Laskaris           | 1203–1208                  | Aleksej III. Angel     | Zet Alekseja III.. Naslov je dobil verjetno po smrti Alekseja Paleologa. Ustanovil je Nikejsko cesarstvo in bil leta 1205 razglašen za njegovega cesarja. Ker je bil uradno kronan šele leta 1208, je bil do takrat uradno despot. | [ 23 ] [ 26 ]        |
| Leon Zgur                    | 1203/1204–1208             | Aleksej III. Angel     | Vladar večine južne Grčije, ki je sprejel Alekseja III. po nasilnem pregonu iz Konstantinopla v četrti križarski vojni. Poročen je bil z Aleksejevo hčerko Evdokijo Angelino. Naslov despota in naslednika mu je podelil Aleksej III. potem, ko je že bil v izgnanstvu.                                                                           | [ 23 ] [ 27 ]        |
| Ivan Hamater                 | 1208 – ni znano            | Aleksej III. Angel     | Vladar Lakonije, omenjen kot despot v pismu iz leta 1222. Naslov je dobil verjetno po smrti Leona Zgurja. | [ 27 ] [ 28 ]        |
| Andronik Paleolog            | 1216 – ni znano            | Teodor I. Laskaris     | Teodorjev zet in zakoniti naslednik. O njem je zelo malo zanesljivih podatkov. Poročen je bil Ireno Laskarino in povišan v despota. Kmalu zatem je umrl. | [ 29 ] [ 30 ]        |
| Manuel Komnen Dukas          | 1225/1227–1230             | Teodor Komnen Dukas    | Teodorjev brat. V despota je bil povišan ob Teodorjevem kronanju za cesarja. Kot Teodorjev naslednik in vladar Soluna je leta 1230 dobil naslov cesarja (basileus). | [ 31 ] [ 32 ]        |
| Konstantin Komnen Dukas      | 1225/1227 – ni znano       | Teodor Komnen Dukas    | Teodorjev brat. V despota je bil povišan po Teodorjevem kronanju zacesarja. | [ 33 ] [ 34 ]        |
| Ivan Komnen Dukas            | 1242–1244                  | Ivan III. Dukas Vatac  | Vladar Soluna, ki se je leta 1242 odrekel cesarskemu naslovu in nasledstvu Nikejskega cesarstva in bil nagrajen z naslovom despota. | [ 35 ] [ 36 ]        |
| Dimitrij Komnen Dukas        | 1244–1246                  | Ivan III. Dukas Vatac  | Po bratu Ivanu je nasledil oblast v Solunu in se začel naslavljati z despot. Leta 1246 ga je Ivan III. Vatac odstavil. | [ 37 ] [ 38 ]        |
| Mihael II. Komnen Dukas      | pred 1246–1267/1268        | Ivan III. Dukas Vatac  | Manuelov nečak, vladar Epirskega despotata. | [ 39 ] [ 40 ]        |
| Nikifor I. Komnen Dukas      | pred 1248/1250–1297        | Ivan III. Dukas Vatac  | Sn in naslednik Mihaela II. Epirskega. Naslov prejel po zaroki z Marijo, vnukinjo Ivana III.. V Epirju je vladal od očetove smrti leta 1267/1268. | [ 37 ] [ 41 ]        |
| Mihael VIII. Paleolog        | 1258–1259                  | Ivan IV. Laskaris      | Kot vodja plemičev je bil po umoru Georgija Muzalona povišan v megas douxa in po nekaj tednih v despota. 1. januarja 1259 je bil kronan za cesarja. | [ 42 ] [ 43 ]        |
| Ivan Paleolog                | 1259 – približno 1273/1275 | Mihael VIII. Paleolog  | Brat Mihaela VIII.. Naslov despota je dobil po njegovi zmagi v bitki v Pelagoniji. Insignije in privilegije despota je zavrnil, samega naslova pa ne. Po porazu v bitki pri Neopatrasu leta 1273/1275 je kmalu umrl. | [ 44 ] [ 45 ]        |
| Dimitrij Dukas Komnen Kutrul | ni znano                   | Mihael VIII. Paleolog  | Tretji sin Mihaela II. Epirskega. Za despota je bil imenovan po poroki z Ano, hčerko Mihaela II. Epirskega. | [ 28 ]               |
| Konstantin Paleolog          | ni znano                   | Mihael VIII. Paleolog  | Tretji sin Mihaela VIII.. Njegov naslov je dokazan na pečatih. | [ 46 ]               |
| Ivan II. Trapezundski        | 1282–1297                  | Mihael VIII. Paleolog  | Cesar Trapezunda. Bizantinci so ga prepričevali, naj se odreče naslovu Cesar Rimljanov in sprejme naslov despota in roko Mihaelove hčerke Evdokije. Mihael je leta 1282 obiskal Konstantinopel in se poročil z Evdokijo, naslov cesarja pa je v malo spremenjeni obliki kljub temu obdržal.                                                       | [ 47 ] [ 48 ]        |
| Tomaž I. Komnen Dukas        | 1290–1318                  | Andronik II. Paleolog  | Edini sin Nikiforja I. Epirskega. | [ 28 ]               |
| Konstantin Paleolog          | 1292–1320s                 | Andronik II. Paleolog  | Drugi sin Andronika II.. Za despota je bil imenovan ob poroki s hčerko Teodorja Muzalona. | [ 49 ]               |
| Ivan Paleolog                | 1294 – ni znano            | Andronik II. Paleolog  | Tretji sin Andronika II.. Za despota imenovan 22. maja 1294. | [ 49 ]               |
| Aleksej II. Trapezundski     | okoli 1297–1330            | Andronik II. Paleolog  | Sin in naslednik Ivana II. Trapezundskega. | [ 47 ]               |
| Dimitrij Paleolog            | 1306 – po 1343             | Andronik II. Paleolog  | Peti sin Andronika II.. | [ 50 ] [ 51 ]        |
| Teodor Paleolog              | ni znano                   | Andronik II. Paleolog  | Četrti sin Andronika II.. | [ 50 ]               |
| Manuel Paleolog              | ni znano – 1320            | Andronik II. Paleolog  | Drugi sin Mihaela IX., katerega je po pomoti ubil brat Andronik III. Paleolog. | [ 50 ]               |
| Mihael Paleolog              | pred 1341 – ni znano       | Andronik III. Paleolog | Drugi sin Andronika III.. Za despota imenovan že zelo mlad. | [ 52 ]               |
| Momčil                       | 1343/44–1345               | Ana Savojska           | Bolgarski vladar Rodopov. Naslov mu je podelila cesarica-regentka med bizantinsko državljansko vojno 1341–1347, da bi se razlikoval od Ivana VI. Kantakuzena, ki se je naslavljal s sebastokrator. Momčil je bil samostojen vladar, dokler ga ni porazila in ubila Kantakuzenova vojska.                                                          | [ 53 ]               |
| Manuel Kantakuzen            | 1347–1380                  | Ivan VI. Kantakuzen    | Drugi sin Ivana VI.. Za despota imenovan po bizantinski državljanski vojni leta 1341–1347. Prvi despot Morejskega despotata. Vladal je od leta 1349 do smrti. | [ 54 ]               |
| Nikifor II. Orsini           | 1347–1359                  | Ivan VI. Kantakuzen    | Zet Ivana VI.. Za despota imenovan po bizantinski državljanski vojni leta 1341–1347. Vladar Epirja leta 1335–1338 in 1356–1359. | [ 55 ]               |
| Manuel Komnen Raul Asan      | pred 1358 – ni znano       | Ivan VI. Kantakuzen    | Svak Ivana VI. Kantakuzena, sprva imenovan z sebastokratorja in nato neznano kdaj za despota. | [ 56 ]               |
| Ivan Kantakuzen              | 1357 – ni znano            | Ivan V. Paleolog       | Najstarejši sin Matije Kantakuzena, imenova za despote po očetovem odstopu s cesarskega položaja. | [ 56 ]               |
| Teodor I. Paleolog           | pred 1376–1407             | Ivan V. Paleolog       | Tretji sin Ivana V., despot Lacedemona. | [ 57 ]               |
| Tomaž II. Preljubović        | 1382–1384                  | Ivan V. Paleolog       | Sin Georgija Preljuba, vladar Ioanine. Naslov mu je podelil tast Simeon Uroš leta 1367. Bizantinci mu naslova despota niso uradno potrdili do leta 1382. | [ 58 ] [ 59 ]        |
| Esau de' Buondelmonti        | okoli 1385 – 1411          | Ivan V. Paleolog (?)   | Italijan, ki je bil morda vpleten v umor Tomaža Preljubovića. Po Tomaževem umoru in poroki z njegovo vdovo Marijo Angelino Dukaino Paleologino je postal vladar Ioanine. | [ 60 ]               |
| Mihael Paleolog              | ni znano                   | Ivan V. Paleolog       | Tretji sim Mihaela V., vladar Mesembrije. Leta 1376/1377 umorjen. | [ 57 ] [ 61 ]        |
| Teodor Paleolog              | 1406/1407–1448             | Manuel II. Paleolog    | Drugi sin Manuela II., despot Moreje od leta 1407 in Selimbrije od leta 1443 do smrti leta 1448. |                      |
| Andronik Paleolog            | 1409 – okoli 1424          | Manuel II. Paleolog    | Tretji sin Manuela II., despot Soluna od leta 1409 do 1423. Naslavljal se je z despot Tesalije. Kmalu po imenovanju je odšel v samostan. | [ 62 ]               |
| Karlo I. Tocco               | 1415–1429                  | Manuel II. Paleolog    | Grof palatin Kefalonije in Zakintosa. Kmalu po smrti strica Esau de' Buondelmonti mu je leta 1411 uspelo prevzeti oblast v Joanini. Da bi formaliziral svoj položaj, je leta 1415 poslal svojega brata Leonarda k cesarju Manuelu, da bi mu potrdil naslov despota. Leta 1416 je Karlo z osvojitvijo Arte ponovno združil stari Epirski despotat. | [ 63 ]               |
| Ivan Paleolog                | ni znano                   | Manuel II. Paleolog    | Andronikov sin, despot Souna. Kot imetnik naslova je omenjen leta 1419. | [ 64 ]               |
| Konstantin XI. Paleolog      | ni znano – 1449            | Manuel II. Paleolog    | Četrti sin Manuela II. in zadnji bizantinski cesar. Do leta 1443 despot Selimbrije, nato do leta 1449, ko je nasledil bizantinsko prestol, sodespot Moreje. | [ 65 ]               |
| Dimitrij Paleolog            | 1425–1460                  | Manuel II. Paleolog    | Peti sin Manuela II., od 1425 do 1149 despot Lemnosa, od leta 1440 despot Mesembrije in od leta 1149 do osmanske osvojite leta 1460 sodespot Moreje. | [ 62 ]               |
| Tomaž Paleolog               | 1428–1460                  | Ivan VIII. Paleolog    | Šesti sin Manuela II., sodespot Moreje od leta 1428 do osmanske osvojitve leta 1460. Po nekaterih podatkih se z despotom ni naslavljal doleta 1449, ko brat Konstantin postal cesar. | [ 66 ]               |
| Karlo II. Tocco              | 1429–1448                  |                        | Naslednik Karla I. Tocca kot volilni grof Kefalonije in Zakintosa in vladar Epirja. Zahteval je tradicionalni naslov despota, vendar ga uradno nikoli ni dobil. | [ 67 ]               |
| Manuel Kantakuzen            | 1453                       |                        | Vnuk Dimitrija I. Kantakuzena. Za svojega vodjo in despota Moreje so ga razglasili lokalni albanski in grški prebivalci med propadlo morejsko vstajo leta 1453-1454. Kmalu zatem ga je odstavil Giovanni Asen Zaccaria. | [ 68 ] [ 69 ]        |
| Andrej Paleolog              | ni znano – 1465            | Papež Pij II. (?)      | Najstarejši sin Tomaža Paleologa in naslednik Paleološke rodbine. Naslov naj bi mu podelil papež Pij II., vendar ga je verjetno prejel že pred letom 1460. Od leta 1465 do 1494 terjalec bizantinskega prestola. | [ 65 ]               |

### Latinsko cesarstvo
| Ime                | Trajanje                | Podelil              | Opombe | Sklici        |
| ------------------ | ----------------------- | -------------------- | --- | ------------- |
| Enrico Dandolo     | 1204–1205               | Balduin I.           | Beneški dož, gonilna sila v ozadju četrte križarske vojne, v kateri je padel Konstantinopel, in v ozadju izbire Balduina za cesarja Latinskega cesarstva namesto Bonifacija Montferraškega. Za despota je bil imenovan kot največji vazal Latinskega cesarstva. | [ 70 ] [ 71 ] |
| Aleksej Slav       | 1208 – po 1222          | Henrik Flandrijski   | Samostojen bolgarski vladar Rodopov. Za despota imenovan kot zaveznik Latinskega cesarstva. | [ 72 ] [ 73 ] |
| Jacopo Tiepolo     | 1219–1221               | Jolanda Flandrijska  | Beneški podeštat v Konstantinoplu. Tiepolo je naslov despot Romanije (despotes imperri Romaniae) morda dobil od Jolande Flandrijske v zameno za beneško podporo, ali pa si ga je kar prilastil.                                                                 | [ 74 ]        |
| Marino Storlato    | 1222–1223               | Robert Courtenayski  | Beneški podeštat v Konstantinoplu. | [ 75 ] [ 76 ] |
| Albertino Morosini | okoli 1238              | Balduin II.          | Beneški podeštat v Konstantinoplu. | [ 77 ]        |
| Filip I. Tarantski | 1294/97–1315, 1330–1332 | Karel II. Neapeljski | Mož Tamare Angeline Komnene, hčerke Nikiforja I. Epirskega. | [ 28 ] [ 78 ] |
| Filip              | 1315–1330               | Filip I. Tarantski   | Najstarejši preživeli sin Filipa Tarantskega. | [ 79 ]        |
| Martino Zaccaria   | 1325–1345               | Filip I. Tarantski   | Vladar Kiosa, Samosa in Kosa. Filip ga je v upanju, da bo podprl njegove zahteve po vrnitvi Konstantinopla, nagradil z naslovom kralj in despot Male Azije. | [ 80 ] [ 81 ] |
| Robert Tarantski   | 1332–1346               | Katarina Valoiška    | Najstarejši preživeli sin Filipa Tarantskega in naslovne latinske cesarice Katarine. Knez Taranta in Ahaje, od leta 1346 naslovni cesar Latinskega cesarstva.                                                                                                   | [ 82 ]        |

### Bolgarsko cesarstvo
| Ime                    | Trajanje            | Podelil                  | Opombe | Sklici |
| ---------------------- | ------------------- | ------------------------ | --- | ------ |
| Jakob Svetoslav        | pred 1261–1275/1277 | morda Konstantin Tih     | Vplivem mogotec in neodvisen vladar Sofije. Naslov je verjetno prejel od bolgarskega in ne od nicejskega cesarja.                                       | [ 83 ] |
| Jurij Terter           | 1278/1279–1292      | Mihael VIII. Paleolog    | Vpliven mogotec, ki je do naslova prišel s poroko s sestro carja Ivana Asena III.. Mihael je kasneje odstavil Ivana Asena in zasedel bolgarski prestol. | [ 84 ] |
| Aldimir                | 1280. leta - 1305   | Verjetno Jurij I. Terter | Mlajši brat Jurija I.. Za apanažo je dobil v posest pokrajino Kran (verjetno po letu 1298).                                                             |        |
| Mihael Šišman          | pred 1313–1322/1323 | Teodor Svetoslav         | Neodvisen vladar Vidina. Za despota je bil imenovan kmalu po smrti očeta Šišmana Vidinskega. Leta 1322/1333 je postal bolgarski car.                    | [ 85 ] |
| Belaur                 | 1323 – okoli 1331   | Mihael Šišman            | Polbrat Mihaela Šišmana in njegov naslednik kot neodvisen vladar Vidina. Upiral se je nadvladi Ivana Aleksandra in ga prisilil na beg v tujino.         | [ 86 ] |
| Mihael Šišman Vidinski | ni znano            | Ivan Aleksander          | Mlajši sin carja Mihaela Šišmana in verjetno Belaurjev naslednik kot neodvisen vladar Vidina.                                                           | [ 87 ] |
| Dobrotica              | po 1357 – 1386      | Ivan Aleksander          | Vladar Dobruškega despotata. |        |

### Srbsko cesarsvo in nasledstvene državes
| Ime                                                            | Trajanje                          | Podelil                                  | Opombe | Sklici        |
| -------------------------------------------------------------- | --------------------------------- | ---------------------------------------- | --- | ------------- |
| Jovan Oliver                                                   | 1334–1356                         | Andronik III. Paleolog                   | Neodvisen srbski mogotec. Naslov despota je dobil po podpisu bizantinsko-srbske mirovne pogodbe leta 1334. | [ 88 ]        |
| Simeon Uroš                                                    | 1345/1346–1363                    | Stefan Uroš IV. Dušan                    | Polbrat Stefana Dušana. Naslov despota je dobil verjetno po Dušanovem kronanju za carja. Kot guverner Epirja se je leta 1356 oklical za carja in poskušal dobiti oblast v Srbiji, vendar mu je poskus spodletel. Od leta 1359 do smrti okoli leta 1370 je vladal v Tesaliji in večini Epirja. | [ 89 ]        |
| Ivan Komnen Asen                                               | 1345/1346–1363                    | Stefan Uroš IV. Dušan                    | Svak Stefana Dušana. Naslov despota je dobil verjetno po Dušanovem kronanju za carja. Do smrti je vladal v Valonski kneževini. | [ 90 ]        |
| Ivaniš                                                         | 1348                              | Stefan Uroš IV. Dušan                    | Bližnji sorodnik Stefana Dušana. Vladar Toplice. | [ 91 ]        |
| Dejan                                                          | po avgustu 1355                   | Stefan Uroš IV. Dušan ali Stefan Uroš V. | Svak Stefana Dušana. Vladar Kumanovske regije. | [ 92 ]        |
| Gjin Bua Shpata                                                | okoli 1360/1365 – okoli 1399/1400 | Simeon Uroš Paleolog                     | Poglavar albanskega plemena. Naslov despota in vladarja Etolije mu je priznal naslovni srbski cesar in vladar Tesalije Simeon Uroš. Gjin je bil de facto neodvisen. Leta 1374 je anektiral despotat Arta večkrat neuspešno napadel Joanino.                                                   | [ 93 ] [ 94 ] |
| Peter Loša                                                     | okoli 1360/1365–1374              | Simeon Uroš Paleolog                     | Poglavar albanskega klana. V zgodnjih 1360. letih ga je kot despota in vladarja Arkanije priznal naslovni srbski cesar in vladar Tesalije Simeon Uroš. Bil je de facto neodvisen in je napadel Tomaža Preljubovića v Joanini. Umrl je leta 1373/1374 zaradi kuge.                             | [ 95 ] [ 96 ] |
| Vukašin Mrnjavčević                                            | 1364–1365                         | Stefan Uroš V.                           | Eden od najvplivnejših srbskih mogotcev. Za despota je bil imenovan leta 1364. Kasneje je postal kralj in sovladar Stefana Uroša V.. Leta 1368 je postal de facto neodvisen. Leta 1371 je bil ubit v bitki z Osmani na Marici.                                                                | [ 97 ]        |
| Uglješa Mrnjavčević                                            | 1365–1371                         | Stefan Uroš V.                           | Brat Vukašina Mrnjavčevića. Z ženo Heleno Bolgarsko sta bila vladarja Sera. Približno od leta 1368 je bil de facto neodvisen. Leta 1371 je padel v bitki pri Marici. | [ 98 ]        |
| Jovan Dragaš                                                   | 1365 – okoli 1378                 | Stefan Uroš V.                           | Bratranec Stefana Uroša V. in nečak Stefana IV. Dušana. Z bratom Konstantinom Dragašem sta vladala v severovzhodni Makedoniji. Po bitki na Marici je postal osmanski vazal. | [ 99 ]        |
| Srbski despotat                                                |                                   |                                          | |               |
| Stefan Lazarević                                               | 1402–1427                         | Manuel II. Paleolog                      | Vladar Srbije kot osmanski vazal. Naslov despota je dobil na obisku Konstantinopla leta 1402. V Srbskem despotatu je vladal kot neodvisen vladar do smrti leta 1427. | [ 100 ]       |
| Džuradž Branković                                              | 1429–1456                         | Manuel II. Paleolog                      | Naslednik Stefana Lazarevića kot vladar Srbije od leta 1427. Od leta 1428 je bil osmanski vazal. | [ 101 ]       |
| Lazar Branković                                                | 1440. leta–1458                   | Manuel II. Paleolog                      | Sin in naslednik Džuradža Brankovića. Naslov je dobil med očetovim vladanjem. | [ 102 ]       |
| Stefan Branković                                               | 1458–1459                         | ni znano                                 | Sin Džuradža Brankovića in srbski vladar. Odstavljen v korist Stafana Tomaševića. |               |
| Stefan Tomašević                                               | april–junij 1459                  | ni znano                                 | Knez Bosne, ki je po poroki z Marijo Srbsko, hčerko Lazarja Brankovića, postal zadnji neodvisni srbski vladar. Naslov despota mu je morda podelila Lazarjeva vdova, bizantinska princesa Helena Paleologina. Njegovo prestolnico Smederevo so nekaj mesecev kasneje osvojili Osmani.          | [ 102 ]       |
| Naslovni despoti v izgnanstvu pod suverenostjo ogrskih kraljev |                                   |                                          | |               |
| Vuk Grgurević                                                  | 1471–1485                         | Matija Korvin                            | Vnuk Džuradža Brankovića. |               |
| Jurij Branković                                                | 1486–1496                         | Matija Korvin                            | Sin Stafana Brankovića. |               |
| Jovan Branković                                                | 1486–1502                         | Vladislav II. Ogrski                     | Sin Stefana Brankovića. |               |
| Ivaniš Berislavić                                              | 1504–1514                         | Vladislav II. Ogrski                     | Poročen z Jeleno Jakšić, vdovo Jovana Brankovića. |               |
| Stefan Berislavić                                              | 1514–1521                         | Vladislav II. Ogrski                     | Sin Ivaniša Berislavića. |               |
| Radič Božić                                                    | 1527–1528                         | Ivan Zapolja                             | |               |
| Pavle Bakić                                                    | 1537                              | Ferdinand I. Habsburški                  | |               |